# Temnoplectron involucre
Temnoplectron involucre är en skalbaggsart som beskrevs av Matthews 1974. Temnoplectron involucre ingår i släktet Temnoplectron och familjen bladhorningar. Inga underarter finns listade i Catalogue of Life.